# Poblado ferroviario

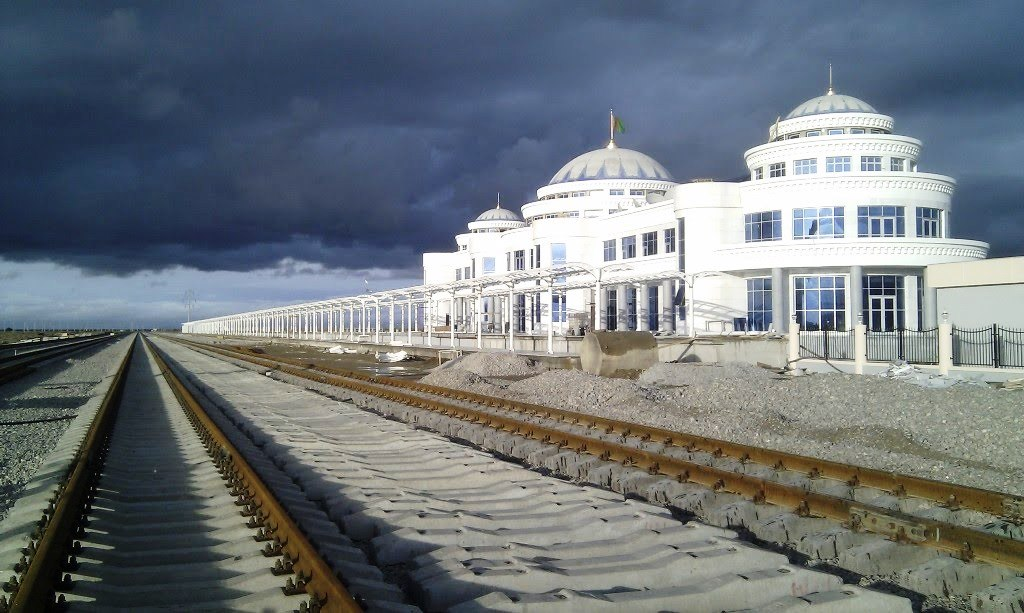
Bereket (Turkmenistán), ejemplo de poblado ferroviario surgido a finales del que hoy es una localidad importante.

Un poblado ferroviario es un núcleo de población que ha surgido ex novo debido a la llegada del ferrocarril, y en donde la mayoría de la población trabaja para las diferentes compañías ferroviarias. Estos poblados se suelen encontrar en enclaves ferroviarios importantes tales como nudos, empalmes de líneas, estaciones de clasificación, etc.
Se distinguen diferentes tipos:
- Poblado puro
- Poblado mixto
- Aldea pura
- Aldea mixta
- Barrio puro
- Barrio mixto